# Frederik Rung
Frederik Rung (ur. 14 czerwca 1854 w Kopenhadze, zm. 22 stycznia 1914 tamże) – duński kompozytor i  dyrygent.

## Życiorys
Syn kompozytora Henrika Runga. Uczył się w konserwatorium w Kopenhadze u Nielsa Gadego i Johanna Petera Emiliusa Hartmanna. Debiutował jako dyrygent z założonym przez jego ojca Caeciliaforenignen. Po śmierci ojca w 1871 roku przejął jego prowadzenie, poszerzając jego dotychczasowy, oparty na muzyce renesansu repertuar o dzieła sakralne Händla i J.S. Bacha. Od 1883 do 1891 roku wykładał w Nordjysk Musikkonservatorium w Kopenhadze. Od 1884 roku był drugim, a od 1908 roku pierwszym dyrygentem Det Kongelige Teater. W 1887 roku założył chór Madrigalkoret, z którym dawał liczne występy za granicą.
Skomponował m.in. 2 symfonie, Danse des papillons na orkiestrę, Serenadę na 9 instrumentów, 2 kwartety smyczkowe, Sonatę na skrzypce i fortepian, opery Det hemmelige Selskab (wyst. Kopenhaga 1888) i Den trekantede Hat (wyst. Kopenhaga 1894). Z jego bogatej, obejmującej liczne gatunki twórczości w repertuarze znalazły sobie trwałe miejsce jedynie pieśni solowe i chóralne.
Był odznaczony Krzyżem Srebrnym i Kawalerskim Orderu Dannebroga.